# دييغو مارتينيز (لاعب كرة قدم إسباني مواليد 1980)
دييغو مارتينيز بيناس (بالإسبانية: Diego Martínez Penas؛ مواليد 16 ديسمبر 1980) هو مدرب كرة قدم إسباني محترف ولاعب كرة قدم سابق. وهو المدير الفني الحالي لنادي لاس بالماس ومنتخب غاليسيا لكرة القدم.
بعد أن بدأ مسيرته في الدرجات الأدنى، شغل عدة وظائف في إشبيلية، بما في ذلك مساعد ومدرب الفريق الاحتياطي. ثم تولى إدارة أوساسونا وغرناطة وإسبانيول، وحقق الصعود إلى الدوري الإسباني مع النادي الثاني.

## مسيرته كلاعب
وُلِد مارتينيز في فيغو، بونتيفيدرا، جليقية، وكان ظهيرًا قادرًا على اللعب في أي من الجانبين. أمضى مسيرته الشبابية في سيلتا فيغو وقادش، حيث مثل الأول لمدة تسع سنوات.

## مسيرته الإدارية

### بدايته
اعتزل مارتينيز كرة القدم الاحترافية في سن العشرين، وبدأ مسيرته التدريبية مع فئات الشباب في إمبيريو دي ألبولوتي، بينما كان يلعب أيضًا لفريقهم الأول. وخلال هذا الوقت درس أيضًا للحصول على درجة علمية. في عام 2004، انتقل إلى أريناس، وكان مسؤولاً في البداية عن إعداد الشباب.
كان مارتينيز مساعدًا للمدرب في موسم 2005–06، ثم عُين مديرًا للفريق الأول في دوري الدرجة الثالثة في يوليو 2006. وفي العام التالي عُين مديرًا لفريق موتريل، وظل مسؤولاً لمدة عامين.

### إشبيلية
في أكتوبر 2009، انتقل مارتينيز إلى إشبيلية، وانضم على الفور إلى طاقم العمل. وكان مسؤولاً عن الفريق ج [الإنجليزية] للنادي في الموسم التالي، ثم أدار فريق الشباب.
في 22 مايو 2012، تم تعيين مارتينيز مساعدًا للفريق الأول، ليحل محل خافي نافارو. في 13 يونيو 2014، تم تعيينه على رأس الفريق الاحتياطي في دوري الدرجة الثانية ب، وتمكن من تحقيق الترقية إلى دوري الدرجة الثانية في عام 2016.
بعد تجنب الهبوط مع الفريق الاحتياطي، اختار مارتينيز عدم تجديد عقده، وتم تعيينه مسؤولاً عن أوساسونا في 14 يونيو 2017. في 7 يونيو التالي، غادر النادي بعد فشله في التأهل إلى المباريات الفاصلة.

### غرناطة
في 14 يونيو 2018، تم تعيين مارتينيز مدربًا لغرناطة، وحقق الصعود إلى الدوري الإسباني في نهاية الموسم. بصفته أصغر مدرب في موسم 2019–20، استمتع فريقه بأفضل بداية له على الإطلاق في الدوري بعد تحقيق 20 نقطة في عشر مباريات، مما جعل النازاريز يتصدر الدوري لمدة أسبوعين. ونتيجة لذلك، تم مكافأته بتمديد عقده لمدة عام واحد حتى عام 2021 في 14 نوفمبر 2019.
حصل مارتينيز على جائزة ميغيل مونيوز (بالمشاركة مع خوسيه بوردالاس) من قبل ماركا في 16 ديسمبر 2019، لجهوده في الموسم السابق. مع احتلاله المركز السابع في موسمه الأول في الدوري، تأهل الفريق لأول مرة إلى الدوري الأوروبي. في ذلك الموسم، وصلوا إلى ربع النهائي قبل أن يتم إقصائهم من قبل مانشستر يونايتد.
في 27 مايو 2021، اختار مارتينيز السماح بانتهاء عقده. ثم أمضى موسمًا في إنجلترا، يشاهد مباريات كرة القدم ويتعلم من المدربين بما في ذلك بيب غوارديولا ورافاييل بينيتيز وفرانك لامبارد وإكسيسكو كامبوس.

### إسبانيول
في 31 مايو 2022، تم تعيين مارتينيز مديرًا لفريق إسبانيول أيضًا في الدرجة الأولى، بعقد لمدة عامين. في 3 أبريل التالي، بعد أربع هزائم متتالية، غادر النادي.

### أولمبياكوس
في 20 يونيو 2023، تم تعيين مارتينيز كمدرب رئيسي لنادي أولمبياكوس في الدوري اليوناني. في 5 ديسمبر، مع احتلال النادي المركز الرابع في جدول الدوري وإقصائه من الدوري الأوروبي، تم إقالته.

### لاس بالماس
في 8 أكتوبر 2024، عاد مارتينيز إلى إسبانيا ودوري الدرجة الأولى، بعد تعيينه مديرًا فنيًّا لنادي لاس بالماس.

## الإحصائيات الإدارية
آخر تحديث 22 ديسمبر 2024.
| الفريق                 | البلد   | من            | إلى           | السجل | السجل | السجل | السجل | السجل | السجل | السجل | السجل  | م.     |
| الفريق                 | البلد   | من            | إلى           | ل     | ف     | ت     | خ     | له    | عليه  | فارق  | فوز %  | م.     |
| ---------------------- | ------- | ------------- | ------------- | ----- | ----- | ----- | ----- | ----- | ----- | ----- | ------ | ------ |
| أريناس أرميلا          | إسبانيا | 1 يوليو 2006  | 30 يونيو 2007 | 38    | 20    | 6     | 12    | 56    | 26    | +30   | 052٫63 | [ 25 ] |
| موتريل                 | إسبانيا | 1 يوليو 2007  | 30 يونيو 2009 | 80    | 39    | 20    | 21    | 134   | 103   | +31   | 048٫75 | [ 26 ] |
| إشبيلية ج [الإنجليزية] | إسبانيا | 1 يوليو 2010  | 30 يونيو 2011 | 38    | 12    | 15    | 11    | 42    | 40    | +2    | 031٫58 | [ 27 ] |
| إشبيلية ب              | إسبانيا | 13 يونيو 2014 | 14 يونيو 2017 | 124   | 43    | 47    | 34    | 146   | 124   | +22   | 034٫68 | [ 28 ] |
| أوساسونا               | إسبانيا | 14 يونيو 2017 | 7 يونيو 2018  | 44    | 17    | 16    | 11    | 47    | 37    | +10   | 038٫64 | [ 29 ] |
| غرناطة                 | إسبانيا | 14 يونيو 2018 | 27 مايو 2021  | 146   | 69    | 30    | 47    | 202   | 167   | +35   | 047٫26 | [ 30 ] |
| إسبانيول               | إسبانيا | 31 مايو 2022  | 3 أبريل 2023  | 31    | 9     | 9     | 13    | 40    | 46    | −6    | 029٫03 | [ 31 ] |
| أولمبياكوس             | اليونان | 20 يونيو 2023 | 5 ديسمبر 2023 | 21    | 13    | 4     | 4     | 47    | 23    | +24   | 061٫90 | [ 32 ] |
| لاس بالماس             | إسبانيا | 8 أكتوبر 2024 | الآن          | 11    | 8     | 1     | 2     | 23    | 11    | +12   | 072٫73 |        |
| المجموع                | المجموع | المجموع       | المجموع       | 533   | 230   | 148   | 155   | 737   | 577   | +160  | 043٫15 | —      |

## الإنجازات

### المدرب
الفردية
- جائزة ميغيل مونيوز: 2018–19[16]

## وصلات خارجية
لم يتم العثور على روابط لمواقع التواصل الاجتماعي.

- دييغو مارتينيز (لاعب كرة قدم إسباني مواليد 1980) على موقع قاعدة بيانات كرة القدم.إي يو (الإنجليزية)
- دييغو مارتينيز (لاعب كرة قدم إسباني مواليد 1980) على موقع Soccerway.com (الإنجليزية)
- دييغو مارتينيز (لاعب كرة قدم إسباني مواليد 1980) على موقع عالم كرة القدم.نت (الإنجليزية)